# ECulture
Unter eCulture wird gemeinhin der Einsatz von Informations- und Kommunikationstechnologien im Bereich Kultur verstanden, einschließlich Unterhaltung, Bildung und Freizeit.

## Begriff
Der Begriff wird von Institutionen und Interessenvertretern verschieden definiert. Mit eCulture kann, mehr oder weniger deckungsgleich, gemeint sein:
- Die Verwendung Digitaler Medien in der Kulturindustrie.
- Die Verbreitung kulturellen Erbes (z. B. Literatur, Musik, bildende Kunst und darstellende Kunst) über das Internet auf Webseiten von Museen oder anderen öffentlichen Bildungsstätten und Vereinigungen. * Die Digitalisierung, Archivierung, Vermarktung und Vermittlung kultureller Inhalte und Objekte.
- Aktuelle Aktivitäten und weltweite kulturelle Zusammenarbeit online im Bereich der Kunst.

Eine abstraktere Systematisierung von eCulture:
- Die Online-Beschreibung physischer kultureller Artefakte, wie Büchereikataloge, Museumsarchive, Museumsausstellungen.
- Die Online-Repräsentation physischer kultureller Artefakte, beispielsweise im Web eingerichtete Kataloge, Archive und Ausstellungen.
- Online-Repräsentationen, die selbst kulturelle Artefakte sind, beispielsweise Netzkunst.
- Generische „Digitale Artefakte“, im Unterschied zu digitalisierten Objekten bereits ursprünglich digital erzeugte Artefakte. Beispiele dafür sind Computerspiele, digitales Design oder – in erweiterter Auffassung von Kultur – auch Computerviren.

## Ziele
eCulture öffnet sowohl im Bereich des Kulturerbes als auch im Bereich der Jetztzeit-Kultur einen Weg, sie für die Menschheit zu erhalten und die Auseinandersetzung damit über digitale Zugangswege weltweit und interaktiv zu ermöglichen.